# Gemeinschaftsmethode
Als Gemeinschaftsmethode wird eines der wichtigsten Beschlussfassungsverfahren der Europäischen Union bezeichnet. Im Gegensatz zur intergouvernementalen Methode und der offenen Methode der Koordinierung, bei denen vor allem die Regierungen der EU-Mitgliedstaaten eine zentrale Rolle spielen, stehen bei der Gemeinschaftsmethode die supranationalen Institutionen der EU stärker im Vordergrund. Der Name der Gemeinschaftsmethode geht auf die Europäischen Gemeinschaften (EG) zurück, die bis zum Vertrag von Lissabon die erste der drei Säulen der Europäischen Union bildeten. Während in den anderen beiden Säulen die intergouvernementale Methode angewandt wurde, galt im Bereich der EG die Gemeinschaftsmethode. Wenn für bestimmte Politikbereiche, die zuvor der intergouvernementalen Methode unterworfen waren, die Gemeinschaftsmethode eingeführt wird, wird dies als Vergemeinschaftung bezeichnet.

## Funktionsweise
Die Gemeinschaftsmethode basiert auf folgenden Prinzipien:
- Die Europäische Kommission besitzt bei der Rechtsetzung der Europäischen Union das alleinige Initiativrecht.
- Der Rat der Europäischen Union stimmt meistens mit einer qualifizierten Mehrheit ab.
- Das Europäische Parlament ist in die Gesetzgebung mit einbezogen.
- Die Mitgliedstaaten setzen die auf europäischer Ebene getroffenen Entscheidungen um; der Rat kann aber auch Durchführungsbefugnisse auf die EU-Organe, insbesondere die Kommission, sowie auf speziell gebildete Komitologie-Ausschüsse nationaler Beamter übertragen.
- Der Gerichtshof der Europäischen Union besitzt im Rahmen der Aufgabe der „Wahrung des Rechts bei der Auslegung und Anwendung der Verträge“ (Art. 19 Abs. 1 Satz 2 EUV) die Rechtsprechungskompetenz; die Kommission kann u. a. gegen Mitgliedstaaten bei Verstößen gegen eine Verpflichtung aus den Verträgen (z. B. unterbliebene oder ungenügende Umsetzung des Sekundärrechts) ein Vertragsverletzungsverfahren einleiten (Art. 258 AEUV).

Im Einzelnen können dabei innerhalb der Gemeinschaftsmethode verschiedene Rechtsetzungsverfahren angewandt werden, die jeweils im Vertrag über die Arbeitsweise der Europäischen Union (AEU-Vertrag) angegeben werden. Im Regelfall ist dies das ordentliche Gesetzgebungsverfahren, bei dem der Rat mit qualifizierter Mehrheit abstimmt und das Europäische Parlament bei der Gesetzgebung Änderungsvorschläge machen sowie gegebenenfalls einen Gesetzesvorschlag vollständig ablehnen kann. Politikbereiche, in denen das ordentliche Gesetzgebungsverfahren gilt, sind zum Beispiel der Binnenmarkt, Zollunion, Wettbewerbs- und Strukturpolitik, Handel und Verbraucherschutz, sowie seit dem Lissabon-Vertrag auch die Landwirtschaft und die Einwanderungs- und Asylpolitik. In einigen Bereichen gelten jedoch auch sogenannte besondere Verfahren, etwa das Zustimmungsverfahren, bei dem das Europäische Parlament nur zustimmen muss (also keine formalen Änderungsvorschläge machen kann), oder das Konsultationsverfahren, bei dem der Rat eine Entscheidung gegebenenfalls auch gegen den Willen des Parlaments verabschieden kann. Für einige Politikbereiche, etwa bestimmte Fragen der Sozial- und Steuerpolitik, gilt zudem im Rat das Einstimmigkeitsprinzip. Schließlich gibt es auch einige wenige Politikbereiche, in denen nicht nur die Europäische Kommission, sondern auch einzelne Mitgliedstaaten ein Initiativrecht besitzen. Zudem kann die Kommission immer auch von Rat oder Europäischem Parlament aufgefordert werden, einen bestimmten Gesetzesvorschlag zu machen, und kommt in der Praxis solchen Aufforderungen auch regelmäßig nach.

## Abgrenzung zu anderen Methoden und historische Entwicklung
Die Gemeinschaftsmethode war die ursprüngliche Arbeitsweise der in den 1950er Jahren gegründeten Europäischen Gemeinschaften, also der EGKS, der EWG und der Euratom. Allerdings besaß das Europäische Parlament dabei zunächst deutlich weniger Mitwirkungsmöglichkeiten, und auch die Mehrheitsentscheide im Rat der Europäischen Union wurden nur schrittweise eingeführt.
Mit der Gründung der Europäischen Union im Vertrag von Maastricht 1993 wurde für die neu auf europäischer Ebene geregelten Politikbereiche der Gemeinsamen Außen- und Sicherheitspolitik (GASP) sowie der Zusammenarbeit im Bereich Justiz und Inneres (ZJI), die sogenannte zweite und dritte „Säule“ der EU, die intergouvernementale Methode eingeführt. Dabei werden Entscheidungen ausschließlich einstimmig von den Regierungen im Rat der EU getroffen, Kommission und Europäisches Parlament sind nicht daran beteiligt und werden lediglich darüber informiert. Für einzelne Politikfelder hat nicht einmal der Gerichtshof der Europäischen Union eine Rechtsprechungsbefugnis.
In den Vertragsreformen von Amsterdam und Nizza wurden schrittweise Teilbereiche der ZJI in den Geltungsbereich des EG-Vertrags übertragen, sodass für diese Bereiche seitdem die Gemeinschaftsmethode galt. Zuletzt wurde mit dem Vertrag von Lissabon, der 2009 in Kraft trat, auch die polizeiliche und justizielle Zusammenarbeit in Strafsachen (PJZS) als letzter Teil der ZJI vergemeinschaftet. Die dritte Säule der Europäischen Union hatte sich damit aufgelöst. Zugleich wurde auch die begriffliche Unterscheidung zwischen Europäischer Gemeinschaft und Europäischer Union abgeschafft, indem die EG in EU umbenannt wurde. Der Begriff Gemeinschaftsmethode blieb jedoch erhalten.
Seit dem Vertrag von Lissabon wird die Gemeinschaftsmethode also für alle Politikbereiche angewandt, in denen die EU eine eigene Rechtsetzungskompetenz besitzt. Lediglich die Gemeinsame Außen- und Sicherheitspolitik folgt noch der intergouvernementalen Methode. Für Politikbereiche, für die es keine ausdrückliche Rechtsgrundlage im EU-Vertrag gibt, etablierte sich zudem seit den 1990er Jahren die offene Methode der Koordinierung, bei der keine formalen Entscheidungen getroffen werden, sondern sich die Mitgliedstaaten im Rat nur informell untereinander abstimmen.

## Debatte über eine „neue Unionsmethode“
Auf einer Rede vor dem Europakolleg in Brügge forderte die deutsche Bundeskanzlerin Angela Merkel im November 2010, den Gegensatz zwischen intergouvernementaler und Gemeinschaftsmethode durch einen neuen Ansatz zu überwinden, den sie als die „neue Unionsmethode“ bezeichnete. Diese beschrieb sie als „abgestimmtes solidarisches Handeln – jeder in seiner Zuständigkeit, alle für das gleiche Ziel“, eine genaue Definition gab sie jedoch nicht. In den Medienreaktionen darauf wurde Merkel meist so verstanden, dass der Europäische Rat ihrer Meinung nach gegenüber Kommission und Europäischem Parlament eine wichtigere Rolle einnehmen solle. In den folgenden Tagen wurde der von Merkel eingeführte Begriff von einigen anderen Politikern aufgegriffen, etwa von Herman Van Rompuy, dem damaligen Präsidenten des Europäischen Rates, der den Ansatz unterstützte. Jacques Delors, ehemaliger Präsident der Europäischen Kommission, lehnte Merkels Vorschlag hingegen ab und sprach sich für den supranationalen Integrationsansatz der Gemeinschaftsmethode aus.
Ebenso sprach sich 2011 der CDU-Parteitag in Leipzig ausdrücklich für die Gemeinschaftsmethode aus.